# Jive Records

Das Logo von Jive Records

Jive Records ist ein britisches Musiklabel, dessen Hauptsitz heute in New York liegt. Das Label gehört mittlerweile zu Sony Music Entertainment.

## Geschichte
Jive Records wurde 1977 von Clive Calder in der Willesden Street in London gegründet. Der Name ist vom Township Jive, einer südafrikanischen Tanz- und Musikrichtung, inspiriert. Die Veröffentlichungen in den USA wurden bis 1987 von Arista Records durchgeführt, danach übernahm dies RCA Records. Am Anfang von Jive Records waren Künstler wie Billy Ocean und Samantha Fox unter Vertrag.
Ohne den Einfluss von Aristas Clive Davis, der damals gegen Hip-Hop-Musik war, hatte Jive Anfang der 1980er Jahre viele kontroverse Hip-Hop-Künstler wie Too $hort oder Schoolly D unter Vertrag. Bis zur Mitte der 1990er entwickelte sich Jive Records zu einem der großen etablierten Label mit einem Fokus auf Hip-Hop und RnB. Unter Vertrag standen damals Hip-Hop-Künstler wie Whodini, DJ Jazzy Jeff & The Fresh Prince, E-40, A Tribe Called Quest, KRS-One und 2pac sowie RNB-Sänger wie Aaliyah und R. Kelly. Der Musikbereich wurde Richtung House ausgebaut. Hier veröffentlichte Jive einige Compilations und Arbeiten von Liz Torres und Mr. Lee.
Nachdem der Distributionsvertrag mit RCA 1991 ausgelaufen war, übernahm die Bertelsmann Music Group (BMG) einen kleinen Anteil der Aktien von Jive und wurde neuer Distributionspartner für die USA.
Trotz des starken Engagements im Hip-Hop-Bereich nahm Jive Ende der 1990er Popkünstler wie die Backstreet Boys, *NSYNC und Britney Spears unter Vertrag. Diese drei waren die kommerziell erfolgreichsten Künstler des Labels mit über 100 Millionen verkauften Tonträgern.
Jive hatte von 1991 bis 2002 ein eigenes unabhängiges Management. Dies änderte sich bei der Übernahme durch die BMG 2002. BMG zahlte für die restlichen Aktien insgesamt drei Milliarden Dollar. Die Firma wurde in Zomba Label Group umbenannt und Jive als Markenname integriert.